# Verisign
Verisign, Inc. là một công ty Mỹ có trụ sở tại Reston, Virginia, Hoa Kỳ, vận hành một loạt các cơ sở hạ tầng mạng, bao gồm hai trong số mười ba máy chủ tên gốc của Internet, đăng ký có thẩm quyền cho, và các tên miền cấp cao chung và các tên miền cấp cao nhất và mã quốc gia và các hệ thống phụ trợ cho, và các tên miền cấp cao nhất. Verisign cũng cung cấp một loạt các dịch vụ bảo mật, bao gồm DNS được quản lý, giảm thiểu tấn công từ chối dịch vụ phân tán (DDoS)  và báo cáo mối đe dọa mạng.
Vào năm 2010, Verisign đã bán đơn vị kinh doanh xác thực của mình - bao gồm chứng chỉ Secure Socket Layer (SSL), cơ sở hạ tầng khóa công khai (PKI), Verisign Trust Seal và các dịch vụ Bảo vệ danh tính Verisign (VIP) - cho Symantec với giá 1,28 tỷ USD. Thỏa thuận đã giới hạn nỗ lực trong nhiều năm của Verisign để thu hẹp trọng tâm vào các đơn vị kinh doanh cơ sở hạ tầng và bảo mật cốt lõi. Symantec sau đó đã bán đơn vị này cho DigiCert vào năm 2017.
Brian Robins, cựu giám đốc tài chính (CFO) của Verisign đã tuyên bố vào tháng 8 năm 2010 rằng công ty sẽ chuyển từ vị trí ban đầu của Mountain View, California, đến Dulles ở Bắc Virginia vào năm 2011 do 95% hoạt động kinh doanh của công ty ở Bờ Đông. Công ty được thành lập tại Delaware.